# Yauhen Sobal
Yauhen Sobal (né le 7 avril 1981) est un coureur cycliste biélorusse, membre de l'équipe Minsk CC.

## Biographie
Il arrête sa carrière en 2010. 
En mai 2016, il reprend finalement sa carrière de coureur. Rapidement, il se montre compétitif en remportant la dernière étape et le classement général de la Course de Solidarność et des champions olympiques, six ans après avoir stoppé le cyclisme.

## Palmarès sur route
- 2001
  -  Champion de Biélorussie sur route
- 2003
  -  Champion de Biélorussie sur route
  -  Champion de Biélorussie du contre-la-montre
- 2004
  -  Champion de Biélorussie sur route
  - 1re et 2e étapes du Tour de Turquie
  - 3e du championnat de Biélorussie du contre-la-montre
- 2005
  - Gran Premio Sportivi San Vigilio
  - 2e des Boucles du Sud Ardèche
- 2006
  - 1re étape du Tour de la Vallée d'Aoste
  - 3e de la Coppa della Pace
  - 3e du Gran Premio Pretola
- 2008
  - 1re étape de la Semaine lombarde (contre-la-montre par équipes)
- 2009
  - 2e étape du Tour de Serbie
  - 3e du Grand Prix Kranj
- 2010
  - 2e du championnat de Biélorussie sur route
- 2016
  - Course de Solidarność et des champions olympiques :
    - Classement général
    - 5e étape
- 2017
  - 2e de la Minsk Cup
- 2018
  - 2e du Tour de Serbie
- 2019
  -  Champion de Biélorussie sur route
  -  Champion de Biélorussie du contre-la-montre
  - Cinq anneaux de Moscou
  - Horizon Park Race for Peace
  - 2e de la Chabany Race
  - 3e du Tour de Chine I
- 2020
  -  Champion de Biélorussie sur route
- 2021
  - 2e du Grand Prix Velo Erciyes
  - 2e du Tour de Serbie
  - 3e du championnat de Biélorussie sur route
  - 3e du Germenica Grand Prix
- 2022
  - 2e étape des Cinq anneaux de Moscou
  - 5e étape du Tour de Biélorussie
  - 3e du championnat de Biélorussie sur route
- 2023
  - 2e étape du Tour de Biélorussie
  - 2e du Tour de Biélorussie
- 2024
  -  Champion de Biélorussie sur route
  -  Champion de Biélorussie du critérium
  - Mémorial Bolshakova
  - 1re étape du Tour du lac Poyang (contre-la-montre par équipes)

### Classements mondiaux
| Année           | 2006 | 2007   | 2008 | 2009 | 2010 | 2011 | 2012 | 2013 | 2014 | 2015 | 2016 | 2017 |
| --------------- | ---- | ------ | ---- | ---- | ---- | ---- | ---- | ---- | ---- | ---- | ---- | ---- |
| UCI Africa Tour |      |        |      |      |      |      |      |      |      |      |      | 145e |
| UCI Asia Tour   |      |        | 98e  |      |      |      |      |      |      |      | 554e |      |
| UCI Europe Tour | 298e | 1 214e | 421e | 412e |      |      |      |      |      |      | 574e | 674e |

## Palmarès sur piste

### Jeux olympiques
- Athènes 2004
  - 12e de la course aux points

### Championnats du monde
- Ballerup 2002
  - 11e de la poursuite par équipes
- Melbourne 2004
  - 4e du scratch
  - 9e de la poursuite par équipes
- Los Angeles 2005
  - 10e de la course aux points
  - 16e de l'américaine

### Coupe du monde
- 2003
  - 3e de la poursuite par équipes à Aguascalientes

### Championnats d'Europe
- Moscou 2003
  -  Médaillé de bronze de la poursuite par équipes espoirs